# Evelyn Aissá Maadaoui
Evelyn Aissá Maadaoui (* 20. September 1957 in Ballenstedt) ist eine deutsche Verwaltungsangestellte, Bibliothekarin und Schriftstellerin.

## Leben
Evelyn Aissá Maadaoui wurde am 20. September 1957 in der Stadt Ballenstedt in Sachsen-Anhalt geboren und beendete ihre Schulbildung 1976 mit dem Abitur. In weiterer Folge begann sie eine Ausbildung zur Buchhändlerin und absolvierte parallel dazu von 1981 bis 1984 ein Fernstudium am Literaturinstitut „Johannes R. Becher“ in Leipzig. Ab 1988 war sie in der Stadtverwaltung von Hoym und ab 1994 in der Verwaltungsgemeinschaft Hoym-Nachterstedt im Bereich Öffentlichkeitsarbeit beschäftigt. Dabei trat sie auch als Ortschronistin und Bibliothekarin in Erscheinung. Ab Ende der 1980er bis Anfang der 1990er Jahre brachte sie eine Reihe von Kinder- und Jugendbüchern bzw. einen Abenteuerroman heraus. Zwei ihrer Publikationen, Die Stadt der Jaguare und Der Gott der Lavahöhlen, erschienen in der Reihe Spannend erzählt, die eine der populärsten Buchreihen der DDR war. In den 2000er Jahren veröffentlichte Maadaoui, die unter anderem auch Lesungen gab, weitere Bücher. Sie ist Mitglied im Förderkreis der Schriftsteller in Sachsen-Anhalt sowie des Förderkreises Halle.
Maadaoui ist mit einem Algerier verheiratet, Mutter von zwei Kindern und lebt in einem Haus in Hoym.

## Werke (Auswahl)
- 1987: Miloud und der Verräter (Kinderbuch; Illustrationen von Thomas Binder)
- 1988: Die Stadt der Jaguare (Jugendbuch; 2. Auflage, 1990; Illustrationen von Günther Lück)
- 1989: Das Geheimnis der Mayapyramide (Kinderbuch; Illustrationen von Manfred Rohrbeck)
- 1991: Der Gott der Lavahöhlen (Abenteuerroman)
- 2000: Unterwegs nach Afrika
- 2006: Erfindungen und Erfahrungen (Erzählungen; Herausgeber: Harald Korall)